# CFHR1
CFHR1‏ (Complement factor H related 1) هوَ بروتين يُشَفر بواسطة جين CFHR1 في الإنسان.